# یحیی ذکا
یحیی ذُکاء (۱۳۰۲–۲۸ دی ۱۳۷۹) ایران‌شناس و پژوهشگر تاریخ هنر ایران بود.

## زندگی
یحیی ذکاء پژوهشگر، نویسنده، استاد دانشگاه، و از کارشناسان برجسته آثار هنری، در سال ۱۳۰۲ در تبریز به دنیا آمد. جدش، حاج میرزا علی اعیان، از تجار معروف تبریز بود. پدرش میرزاعلی نقی ذکاء کارمند راه‌آهن بود و سپس به بانک ملی انتقال یافت. وی در سال ۱۳۱۶ از تبریز به تهران آمد و پس از دو سال به بانک قزوین منتقل شد، تا این‌که مجدداً در سال ۱۳۲۱ به تهران آمد.

## تحصیلات
ذکاء تحصیلات ابتدایی را در مدرسه رشدیه تبریز و ترغیب تهران گذراند و دوره اول متوسطه را در دبیرستان‌های تمدن تهران و پهلوی قزوین فرا گرفت. پس از انتقال مجدد پدرش به تهران، دوره دوم متوسطه را حدود سال‌های ۱۳۲۱–۱۳۲۲ در دبیرستان فیروز بهرام، در رشته ادبی، گذراند و از محضر استادان برجسته‌ای چون ذبیح‌الله صفا، پرویز ناتل خانلری، محمدحسین مشایخ فریدنی، و محمدجواد تربتی بهره گرفت. ایرج افشار، هوشنگ کاووسی، و احمد فتحی از همدوره‌های او در این مدرسه بودند. وی حدود سال‌های ۱۳۲۱–۱۳۲۲ دوره ایران‌شناسی را نیز که به همت مرحوم ابراهیم پورداوود و محمد معین در تالار این مدرسه برگزار می‌شد گذراند. افزون بر آن، دوره تخصصی رشته کتابداری را که در طی سال‌های دهه ۱۳۲۰ در محل باشگاه دانشگاه تهران تشکیل گردیده بود گذرانید. در سال ۱۳۳۳، از دانشکده ادبیات دانشگاه تهران در رشته باستان‌شناسی با رتبه اول فارغ‌التحصیل شد و از نخستین فارغ‌التحصیلان این رشته بود.

## مشاغل
پس از گذراندن دوره نظام در آذربایجان، و پیش از آنکه به استخدام رسمی دولت درآید، از سال ۱۳۳۰ به بعد چندین سال متوالی در دبیرستان اندیشه (مدرسه سالزین‌ها موسوم به سن ژان تسکو) به تدریس پرداخت. در ۱۴ بهمن ۱۳۳۵ به استخدام رسمی دولت درآمد، و بیش از یک سال در کتابخانه دانشکده حقوق در کنار محمدتقی دانش‌پژوه، ایرج افشار، و محمد مشکوة به کسب تجربه کتابداری پرداخت؛ و سپس به اداره هنرهای زیبای کشور که بعدها به وزارت فرهنگ و هنر تبدیل گردید، رفت و مسئولیت‌هایی چون کارمند و کفیل اداره موزه‌ها و فرهنگ عامه (۱۳۳۵–۱۳۳۶)، رئیس موزه هنرهای تزئینی (۱۳۳۷)، معاونت اداره کل موزه‌ها و فرهنگ عامه (۱۳۴۰)، رئیس موزه مردم‌شناسی (۱۳۴۱)، رئیس انتشارات ادارات کل باستان‌شناسی و فرهنگ عامه و موزه‌ها و حفظ بناهای تاریخی (۱۳۴۵)، رئیس کتابخانه ملی ایران (۱۳۴۷، حدود یک سال)، و مشاور وزیر فرهنگ و هنر (۱۳۴۹ تا اواخر دوران خدمت، ۱۳۵۷) را برعهده گرفت.
یحیی ذکاء پس از سال‌ها اشتغال در اداره هنرهای زیبا و وزارت فرهنگ و هنر در ۵ شهریور سال ۱۳۵۷ بازنشسته شد و پس از آن تا پایان عمر به فعالیت‌های فرهنگی و تحقیق و تفحص و تألیف مشغول بود، به‌طوری‌که در سال‌های آخر عمر، با وجود بیماری و کهولت، با عنوان کارشناس برجسته موزه هنرهای معاصر و مشاور عالی دائرةالمعارف بزرگ اسلامی به تلاش ادامه می‌داد.

## درگذشت
وی در ۲۸ دی ۱۳۷۹، پس از ماه‌ها بیماری، بر اثر از کارافتادگی کلیه، در تهران درگذشت و در قطعه هنرمندان بهشت زهرا (قطعه ۸۸، ردیف ۱۶۱، شماره ۷) به خاک سپرده شد.
پس از درگذشت وی، در مراسم بزرگداشتی که در روزهای ۴ و ۵ خرداد ۱۳۸۰ در خانه بازسازی شده لاله‌ای‌ها واقع در تبریز برگزار گردید، این خانه به نام  دفتر پژوهش‌های تاریخی و فرهنگی یحیی ذکاء نامیده شد، و کتابخانه او که شامل بیش از چهار هزار کتاب و تعداد زیادی دوره‌های مختلف مجلات علمی و فرهنگی در رشته‌های تاریخ، ادب، هنر، و زبان‌شناسی می‌شد در این خانه جای گرفت.

## آثار چاپ‌شده
- در پیرامون تغییر خط فارسی - نسخه کتاب الکترونیکی
- تاریخچه تحولات و تغییرات درفش و علامت دولت ایران در دورهٔ قاجاریه
- موزه‌های ایران (با همکاری محمدحسن سمسار)
- تاریخچه ارگ سلطنتی تهران و راهنمای کاخ گلستان
- نگاهی به نگارگری ایران در سده دهم
- تاریخ ارتش ایران
- نوروز و بنیاد نجومی آن در همبستگی با تخت‌جمشید
- مقالات کسروی
- رساله کافنامه
- در پیرامون خط
- گویش کرنیگان
- گویش گلین قیه
- چهل کسروی (مجموعه‌ای از مقالات تاریخی، ادبی، اجتماعی و سیاسی احمد کسروی در اوایل دهه سی شمسی. مانند ایل افشار، آذربایگان، چارسو، سکه‌شناسی، روزهای هفته، تاریخ‌ها، باکو و …)
- لباس زنان ایرانی از سده سیزدهم هجری تا امروز - (۱۳۳۷)
- کولی و زندگی او - (۱۳۳۷)
- زمین لرزه‌های تبریز - (۱۳۶۸)
- روزنامه خاطرات شرف الدوله - (۱۳۶۸)
- کتاب تاریخ عکاسی و عکاسان پیشگام در ایران - (۱۳۷۶)
- جستارهایی دربارهٔ مردم آذربایگان (با مقدمه دکتر محمدامین ریاحی) (۱۳۷۹)
- تاریخ رقص در ایران (سرگذشت رقص در ایران)
- کتاب هنر کاغذبری - (۱۳۷۹)
- ذکاء، یحیی. «آذری». دانشنامه زبانها و گویشهای ایرانی. بایگانی‌شده از اصلی در ۱۱ فوریه ۲۰۲۵. دریافت‌شده در ۱۱ فوریه ۲۰۲۵.

- Yaḥyā Ḏokāʾ, "ČORTKA" in Encyclopædia Iranica  , Vol. VI, Fasc. 3, p. 300-301
- Yaḥyā Ḏokāʾ , "DARYĀ-YE NŪR" in Encyclopædia Iranica , Vol. VII, Fasc. 1, p. 82